# Марь толстолистная
Марь толстолистная, или Марь кистевидная, или Марь маревая, или Марь маревидная (лат. Oxýbasis chenopodioídes, также Chenopódium chenopodioides) — однолетние сильно изменчивое травянистое растение, относящееся к роду Оксибазис (Oxybasis), выделенному из рода Марь (Chenopodium) семейства Амарантовые (Amaranthaceae), распространённый в Евразии и северной Африке, натурализовавшийся в Южной и Северной Америке.
Для обозначения этого вида в научной литературе иногда используется название Chenopodium botryoides Sm., что связано с недостаточной точностью типизации Blitum chenopodioides L.
Синонимы
- Agathophytum crassifolium Fuss
- Agathophytum humifusum Kittel
- Blitum botryoides (Sm.) Drejer
- Blitum chenopodioides L.basionym — Марь кистевидная
- Blitum crassifolium (Hornem.) Rchb.
- Blitum rubrum var. crassifolium Moq.
- Chenopodium album subsp. concatenatum (Thuill.) Asch. & Graebn.
- Chenopodium astrachanicum Ledeb.
- Chenopodium botryoides Sm.
- Chenopodium chenopodioides (L.) Aellen
- Chenopodium concatenatum Thuill.
- Chenopodium crassifolium Hornem.
- Chenopodium humifusum Kitt. nom. illeg.
- Chenopodium rubrum var. botryoides Asch. & Graebn.
- Oxybasis minutiflora Kar. & Kir.

## Местообитания
Селится по влажным местам, на берегах водоёмов и в солончаках.

## Ботаническое описание
Растение достигает в высоту от 10 до 50 см. Стебли прямые или восходящие, могут быть ребристыми и с красноватым оттенком.
Листья очередные на черешках, мясистые, широко-треугольной или ромбической формы, до 9 см длиной и 7 см шириной. Края листа неравномерно-зубчатые, или цельные. Листовые пластинки голые, могут быть с налётом на нижней стороне. Основание листа клиновидное сужающееся к черешку, редко сердцевидное.
Цветки собраны в клубочки, образующие пазушные или конечные метёлчатые малолиственные соцветия.
Плоды жёлтого цвета с легко срывающимся перикарпием. Семена диаметром от 0,3 до 0,5, иногда до 1,0 мм, тёмные красновато-коричневого цвета.